# Kat Graham
Kat Graham (Genève (Zwitserland), 5 september 1989) is een Amerikaans R&B/pop/hiphop/soul/dance-zangeres, danseres, actrice en model. Ze is de vrouwelijke stem in het nummer I Got It from My Mama van will.i.am en speelt Bonnie Bennett in de televisieserie The Vampire Diaries.
Graham groeide op in Los Angeles. Vanaf haar zesde speelde ze in verschillende reclamespots en had ze gastrollen in televisieseries zoals Joan of Arcadia, Grounded for Life en Lizzie McGuire. In 1998 maakte ze haar filmdebuut in The Parent Trap.
Op vijftienjarige leeftijd werd ze gekozen als achtergronddanseres bij Lil' Bow Wow, wat haar andere dansopdrachten opleverde bij Missy Elliott, Pharrell en Jamie Foxx.
In navolging van het dansen en acteren legde Graham zich toe op het schrijven van liedjes. Ook speelde ze gastrollen in televisieseries als CSI: Crime Scene Investigation en The O.C.. Op zeventienjarige leeftijd werd ze verkozen tot promotiemeisje voor Fanta. Haar stem is te horen in will.i.ams nummers I Got It From My Mama en The Donque Song.
Sinds 2009 speelt ze Bonnie Bennet in de televisieserie The Vampire Diaries.
Op 6 februari 2019 verscheen Graham in de derde aflevering van het tweede seizoen van het programma Drop the Mic, waarin ze het opnam tegen Shameik Moore.

## Privé
Van 2008 t/m 2014 was Cottrell Guidry de partner van Graham.

## Filmografie
- Biblioteca Nacional de España: XX5248302
- Bibliothèque nationale de France: cb165679081 (data)
- Gemeinsame Normdatei: 1150656476
- International Standard Name Identifier: 0000 0003 5625 5777
- Library of Congress Control Number: no2011134750
- MusicBrainz: e097465b-341e-4be0-9764-dd56b74af70c
- Nederlandse Thesaurus van Auteursnamen: 406331758
- SNAC: w6cg05r0
- Système universitaire de documentation: 270088903
- Virtual International Authority File: 182172142
- WorldCat: E39PBJdgTDGMBxch9jxVGBk7HC